# Wolf Rüdiger Hess
Wolf Rüdiger Hess (18. listopadu 1937 Mnichov – 24. října 2001 Mnichov) byl německý architekt a syn německého nacistického politika Rudolfa Hesse.
Wolf Rüdiger Hess pracoval jako architekt, do povědomí širší veřejnosti se dostal po smrti svého otce v roce 1987, kterou prohlásil za vraždu ze strany britské tajné služby. Za důvod vraždy označil riziko, že by Sovětský svaz, kde docházelo ke změnám politických poměrů, mohl souhlasit s Hessovým propuštěním a Hess by na svobodě mohl vyzradit pro Británii nepříjemné skutečnosti z doby počátku druhé světové války.
O svém otci a jeho smrti napsal dvě knihy: Můj otec Rudolf Hess (1986) a Život a smrt mého otce, Rudolfa Hesse.